# Franciscus van den Enden

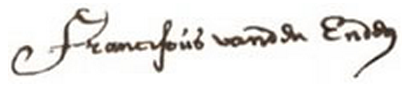
Handtekening van Van den Enden

Franciscus (Frans) van den Enden (Antwerpen, rond 5 februari 1602 - Parijs, 27 november 1674) was een Vlaams leraar en filosoof. Rond zijn vijftigste begon hij in Amsterdam een Latijnse school, waar hij onder meer Baruch de Spinoza onderwees. Van den Enden evolueerde van geestelijke tot atheïst en kwam op voor de vrije meningsuiting en voor een samenleving gebaseerd op gelijkheid. Dit zorgde ervoor dat hij als een voorloper van de verlichting gezien wordt.
Op hoge leeftijd nam hij deel aan een complot tegen de Franse koning Lodewijk XIV, dat hem aan de galg bracht. Zijn naam wordt ook geschreven als 'Van den Ende', 'Van den Eijnde', 'Van den Eijnden' en andere variaties; tijdens zijn laatste levensjaren noemde hij zich ook 'Affinius'.

## Levensloop

### Antwerpen
Van den Enden, een zoon van wevers, werd te Antwerpen gedoopt op 6 februari 1602. Hij kreeg achtereenvolgens les bij de augustijnen en de jezuïeten te Antwerpen in het toen door de Spaanse koning gecontroleerde deel van Brabant. In 1619 begon hij aan het noviciaat bij de Societas Iesu van Mechelen. Hij volgde een klassiek traject: eerst studeerde hij een jaar filosofie in Leuven en een jaar grammatica in Antwerpen, om dan leraar te worden in diverse Jezuïetencolleges: Mechelen, Oudenaarde, Aalst, Sint-Winoksbergen, Kassel. In 1629 ging hij weer naar Leuven om in het Jezuïetencollege theologie te studeren, maar in 1633 werd hij wegens dwalingen uit de orde ontslagen, net voor hij zijn eeuwige geloften zou afleggen.
Hij droeg in 1637 en 1641 Neolatijnse gedichten bij aan devote werken van de Spaanse augustijn Bartholomeus de los Rios y Alarcon, de biechtvader van de infante Isabella. In ongeveer dezelfde periode lijkt hij ook actief geweest te zijn in de Antwerpse kunsthandel, waar zijn broer Martinus van den Enden een prominente plaats innam als prentuitgever van onder andere Peter Paul Rubens en Antoon van Dyck. Bovendien behaalde hij in die jaren een diploma geneeskunde aan een niet nader bekende universiteit.
In 1640 huwde Van den Enden te Antwerpen met Clara Maria Vermeeren en in 1641 werd een eerste kind geboren, dat naar haar moeder Clara Maria werd genoemd. Waar en wanneer een tweede dochter, Margaretha Aldegondis, geboren werd, is minder duidelijk.

### Amsterdam

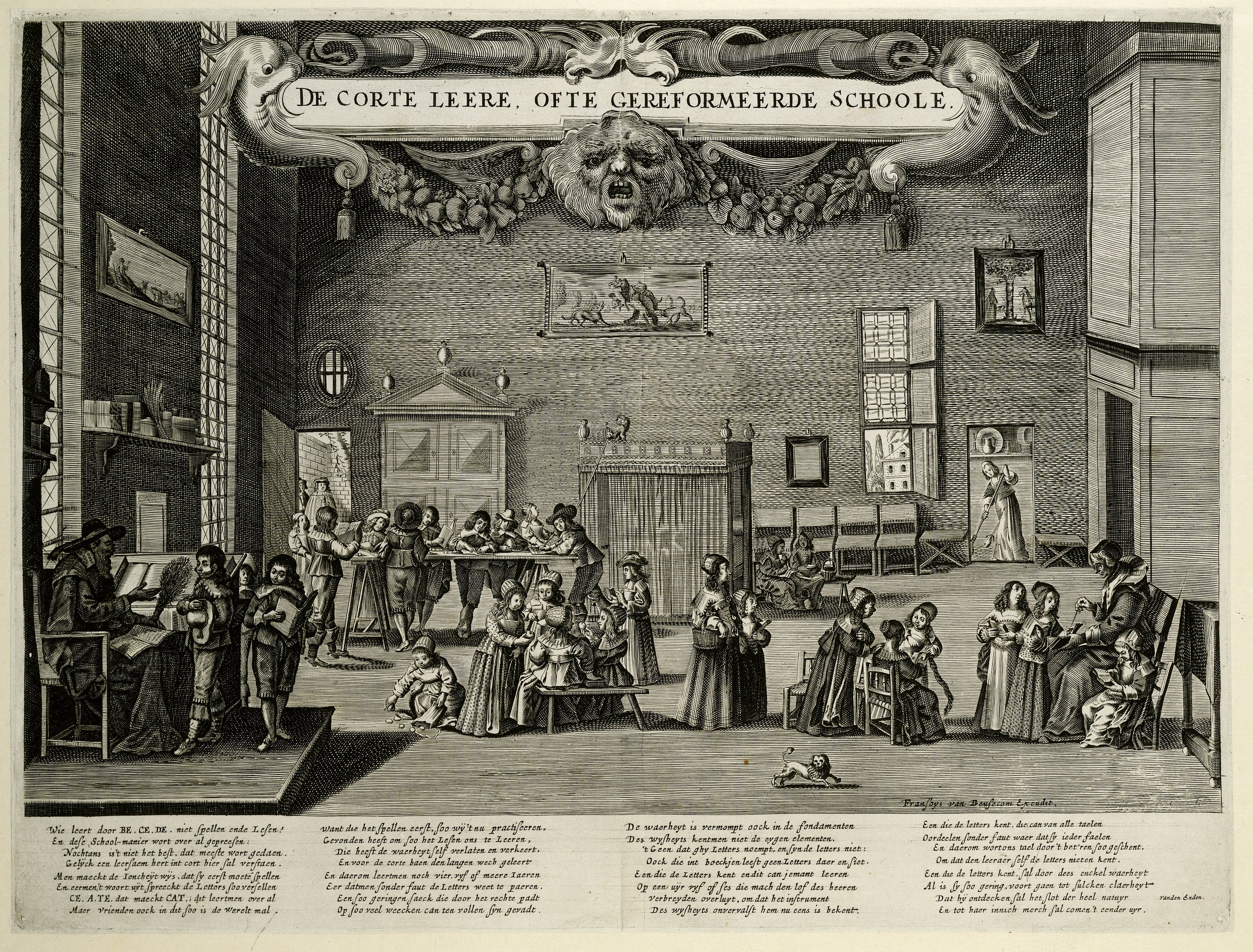
De Corte Leere ofte Gereformeerde Schoole, een gedicht van Van den Enden bewaard op een prent ca. 1650

Waarschijnlijk rond 1645 verhuisde de familie naar Amsterdam. Daar zette Van den Enden een kunsthandel op in de Nes. Als prentuitgever zijn van hem slechts enkele prenten bekend en als boekuitgever een enkele publicatie uit 1650. Nadat zijn kunstwinkel in 1652 failliet ging, opende Van den Enden een school voor Latijn aan het Singel. Zijn leerlingen brachten verschillende klassieke stukken in de Amsterdamse schouwburg en ook een Neolatijns stuk van zijn eigen hand, Philedonius (1657). Ondertussen waren uit zijn huwelijk met Clara Maria Vermeeren nog geboren: een tweeling, Anna en Adriana Clementina, in 1648, een zoon Jacobus in 1650, een dochter Marianna in 1651, en opnieuw een dochter, Maria, in 1654. Anna, Jacobus en Maria stierven waarschijnlijk zeer jong. Zijn vrouw overleed in 1657.
In de late jaren 1650 waren de 25-jarige Benedictus de Spinoza en de anatoom Theodor Kerckring leerling aan zijn school, waar onder andere ook de dichters Joannes Antonides van der Goes en Pieter Rixtel, en de regentenzoon Nicolaes van Vlooswyck les kregen.
In de vroege jaren 1660 begon Van den Enden de reputatie van een vrijgeest en atheïst te krijgen, hoewel hij zich uiterlijk als katholiek bleef gedragen. In zijn geschriften propageerde hij de directe democratie, sprak zich uit tegen slavernij en bepleitte een gelijke opvoeding voor man en vrouw. In die periode werkte hij ook samen met Pieter Cornelisz. Plockhoy aan een project voor een ideale nederzetting in Nieuw-Nederland, meer bepaald in het huidige Delaware. In het kader daarvan verscheen een pamflet, het Kort Verhael van Nieuw-Nederland (1662). Enkele jaren later, in 1665, verscheen opnieuw een politiek pamflet van zijn hand, de Vrye Politijke Stellingen, waarin een democratische staatsvorm verdedigd wordt en aandacht besteed wordt aan de sociale en educatieve taken van de staat. In datzelfde jaar, de Tweede Engels-Nederlandse Oorlog was net uitgebroken, schreef hij naar Johan de Witt met het voorstel hem een geheim maritiem wapen te verkopen.

### Parijs

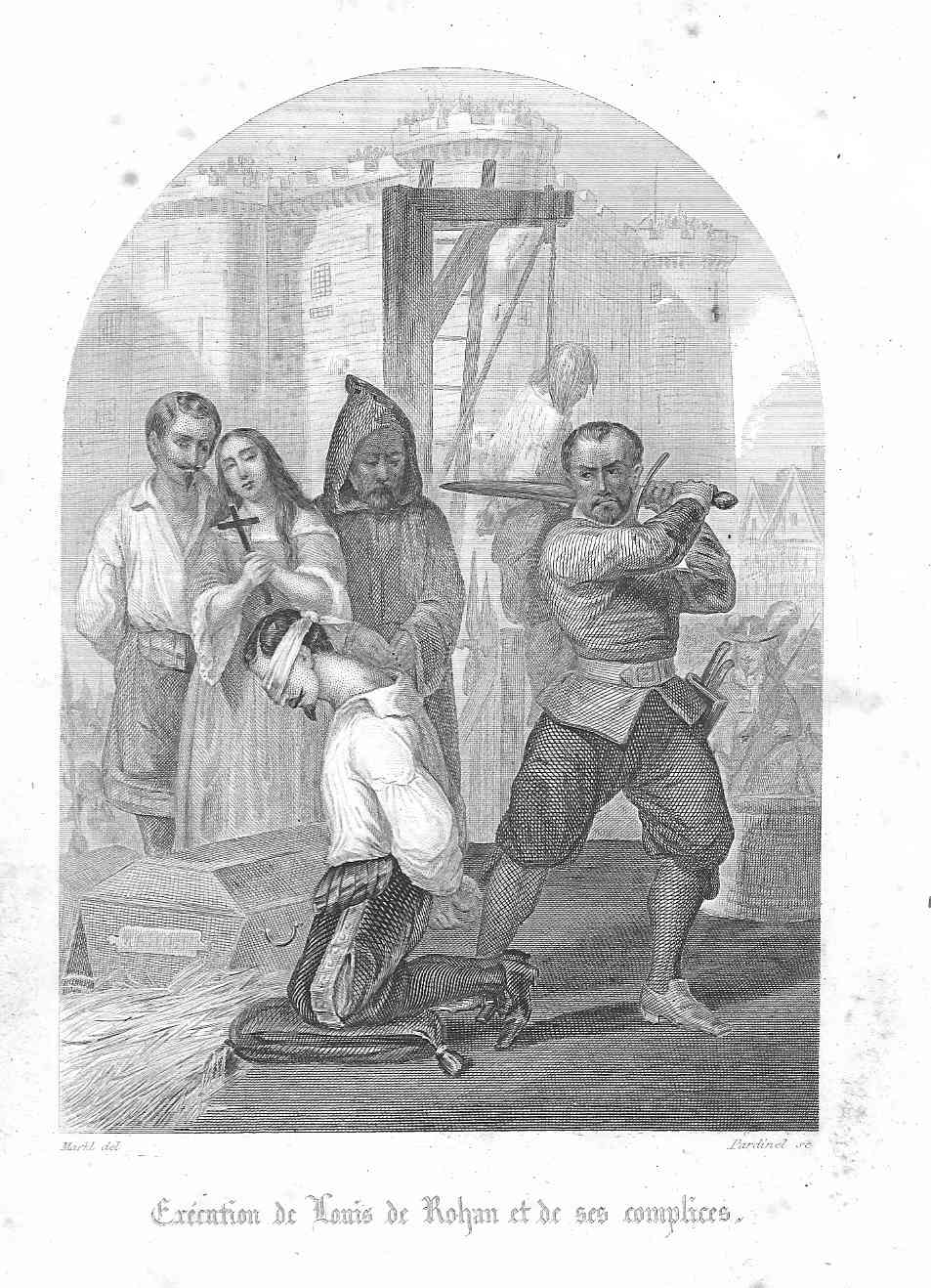
19e-eeuwse illustratie van de terechtstelling (Van den Enden aan de strop en De Rohan geknield)

Kort na het huwelijk van zijn oudste dochter Clara Maria met Theodor Kerckring in 1671, verhuisde Van den Enden naar Parijs. Hij leefde aanvankelijk van het bereiden van cosmetica en het geven van taallessen (Van den Enden was een polyglot). Nadat hij van de Sorbonne toestemming had gekregen om opnieuw een Latijnse school te beginnen, liet hij zijn nieuwe vrouw Catharina Medaens en zijn twee jongste dochters overkomen. De school annex pension, genaamd Temple des Muses, lag in de Faubourg Saint-Antoine. Hij werd er opgezocht door onder andere Antoine Arnauld en Gottfried Wilhelm Leibniz. Het hotel werd het zenuwcentrum van een complot tegen Lodewijk XIV, waarschijnlijk door Van den Enden uitgelokt. Onder de samenzweerders waren enkele ontevreden edellieden, van wie de meest vooraanstaande ongetwijfeld hertog Louis de Rohan was. Ook Van den Endens Amsterdamse kennis Latréaumont, diens neef De Préaulx en markiezin Louise de Vilars deden mee. Het plan was met Engels-Hollandse troepen te landen in Quillebeuf om een republiek te stichten in het koningsvijandige Normandië. Op voorstel van Latréaumont zouden ze ook de dauphin gevangennemen en doorstoten naar Versailles om de koning te vermoorden. De 72-jarige Van den Enden had al een Normandische grondwet opgesteld en schreef naar Brussel om landvoogd Monterey te interesseren voor zijn plan. Een week later verscheen in de Gazette de Bruxelles een positief antwoord in de vorm van een afgesproken gecodeerde boodschap.
Van den Enden bekwam een paspoort en vertrok op 31 augustus 1674 naar Brussel om een en ander uit te werken. Tijdens zijn afwezigheid werd het complot verraden door Jean Charles du Cauzé de Nazelle, een musketier die in het pension logeerde en oorlogsminister Louvois ging inlichten. De samenzweerders werden op 11 september door politiechef La Reynie discreet ingerekend voor ze hun plannen ten uitvoer konden brengen. Van den Enden probeerde bij zijn terugkeer op 17 september nog te vluchten, maar hij werd gegrepen in Le Bourget. Lodewijk XIV liet zich tweemaal per dag inlichten over zijn ondervragingen onder tortuur in de Bastille, die onder meer het pletten van zijn voeten en knieën op de brodequin inhielden. Hij werd wegens majesteitsschennis veroordeeld tot de strop en de adellijke samenzweerders tot onthoofding op de Place de Grève. Voor de terechtstelling, voltrokken op 27 november, moest Van den Enden op een stoel naar de galg worden gedragen. Zijn geschriften werden openbaar verbrand, waardoor de conceptgrondwet en een Franse, aangevulde tekst van de Vrije Politieke Stellingen teloor zijn gegaan.

## Een pionier van de democratische gedachte
In zijn ‘Kort Verhael van Nieuw Nederlants Gelegenheit’ (1662) schetst Van den Enden een constitutie voor de Nederlandse kolonisten van Delaware, gebaseerd op de natuirlijcke evengelijke-vryheit en op de praktijk die hij meende aan te treffen bij de autochtone indianen. Zijn visie op het politieke begrip ‘gelijkheid’ hield in dat de staat aan iedereen in gelijke mate baat moet brengen. Het welzijnsverhogend effect van de staat moet optreden onafhankelijk van iemands talenten, geslacht, bezit, en maatschappelijke status. Hij verzet zich uitdrukkelijk tegen het idee dat gelijkheid neerkomt op gelijkschakeling. De wetten moeten zich richten op het algemeen nut terwijl zij aan iedereen op gelijke manier ruimte geven voor eigenheid.
In zijn ‘Vrije Politieke Stellingen’ (1665) spreekt Van den Enden zich uit voor vrijheid van spreken en het algemeen recht zich te ontwikkelen. Verder werkt hij het idee van volkssoevereiniteit uit. Hij is ervan overtuigd dat het volk, door de praktijk van de democratie in volksvergaderingen en overleg, aan ervaring en inzicht zal winnen. Als voorbeeld voor een democratische werking geeft hij de werkwijze in Holland tijdens de Tachtigjarige Oorlog tegen Spanje. Maar hij waarschuwt ook dat alle functionarissen met een wakend oog moeten gevolgd worden, vooral diegenen die uitmunten in welsprekendheid en hebzucht.
In zekere zin kan Van den Enden beschouwd worden als een voorloper van de Franse Revolutie waar de begrippen vrijheid, gelijkheid en broederlijkheid tot maatstaf werden van een nieuwe samenleving.

## Religiositeit
Van iemand die op zijn zeventiende koos voor een leven als jezuïet, kan moeilijk worden aangenomen dat hij iets anders dan het rooms-katholicisme was toegedaan. Zijn ontslag op 31-jarige leeftijd wegens dwalingen is niet per se als heterodoxie te interpreteren. De ene eigentijdse bron houdt het op een affaire met een getrouwde vrouw. Dit valt niet meer te verifiëren, maar in elk geval behield hij voldoende krediet om nog te kunnen samenwerken met een vooraanstaand geestelijke als Bartholomeus de los Rios y Alarcon. De gedichten die hij aanleverde over de wapenfeiten bij Tienen en Kallo gedurende de Tachtigjarige Oorlog, namen het Spaanse perspectief in en deden dat onder aanroeping van Maria, heiligen en martelaren. Van den Endens vertrek naar het noorden rond zijn 43 roept opnieuw vragen op over mogelijke religieuze beweegredenen, maar vooreerst is er een economisch motief aan te wijzen (zijn broer Martinus had al eerder plannen voor een kunstwinkel in Amsterdam) en voorts dient te worden vastgesteld dat hij ook in de Republiek minstens de uiterlijke vormen van het katholicisme bleef respecteren. Zelfs in de verdraagzame metropool was het niet denkbaar dat vooraanstaanden hun kinderen zouden sturen naar een leraar over wie zelfs maar geruchten circuleerden dat hij geen christen was. Het enige element dat als een religieus motief valt te duiden, is een notariële akte uit 1652 waarin hij als "fugative" is vermeld, een vlucht die in verband is gebracht met mogelijk jansenistische overtuigingen.

Reproductie van een eigentijdse schets van Van den Endens terechtstelling, die hem lijkt weer te geven met een kruis.

Ole Borch was de eerste die Van den Enden in 1662 vermeldde als een cartesiaanse atheïst en later dat jaar als iemand die God gelijkstelde met de natuur. Vooral dat laatste element, dat aan Spinoza en de Koerbaghs doet denken, komt terug bij andere typeringen van Van den Enden in gedichten door Pieter Rixtel en Andries Fries. In die tijd stonden zo'n pantheïstische denkbeelden gelijk aan atheïsme. Ook personen die hem rechtstreeks kenden, beschreven de oude Van den Enden als een ongelovige: volgens Willem Goeree (1705) beroemde hij zich erop dat hy zig het Fabeltjen van 't Geloof had quyt gemaakt en Ducause de Nazelle, de aangever van het complot, meldde dat hij niet geloofde in beloningen of straffen in een hiernamaals, maar in het publiek grote terughoudendheid in acht nam. Vrijdenkers konden nu eenmaal niet vrijuit spreken in het toenmalige Europa en moesten minstens een schijn van christelijkheid ophouden om niet in de problemen te komen. In zijn geschriften heeft Van den Enden geen eigen godsdienstige denkbeelden uiteengezet, maar de plaats die hij aan religie toekende in zijn ideale staat maakt wel duidelijk dat hij veel traditioneel-christelijke orthodoxie als irrationeel en bijgelovig beschouwde. Door het christendom te zuiveren van bovennatuurlijke elementen en klerikale hiërarchieën, meende hij de verschillende strekkingen weer te kunnen verenigen. Hij achtte het mogelijk een samenleving te vormen van mensen met strijdende religieuze gevoelens, voor zover ze niet stijfkoppig of sektarisch waren. Ware religie lag voor hem niet in het voorspiegelen van ijdele hoop of vrees; zielenheil volgde uit het redelijk nastreven van een Gemeene-beste, van naastenliefde op aarde. Het lijkt er dus op dat Van den Enden op hogere leeftijd zijn christelijke geloof heeft verlaten of er toch zeer sterk van devieerde. Het bericht dat hij op het schavot weigerde te biechten is waarschijnlijk niet betrouwbaar, maar een rooms-katholieke dood hoeft op zich niets te zeggen over de innerlijke overtuiging van iemand die het gewoon was de uiterlijkheden te volgen en die bovendien door foltering was verminkt.

## Betekenis
Een van de centrale vraagstukken rond Franciscus van den Enden is of en in hoeverre hij invloed had op de wijsbegeerte van Spinoza. Contemporaine auteurs zoals Salomon van Til, Willem Goeree en Jean-Maximilien Lucas (en) maken gewag van deze invloed, net als Johannes Colerus in 1705. Ook Spinoza's 19e-eeuwse biograaf Meinsma wierp de vraag op. In 1990 konden Marc Bedjai en Wim Klever onafhankelijk van elkaar een tweetal anonieme pamfletten aan Van den Enden toeschrijven, het Kort Verhael van Nieuw Nederland en de Vrye Politijke Stellingen. Vooral op basis van dat laatste werk verdedigden ze de stelling dat de hele Spinozistische filosofie reeds door Van den Enden werd uitgewerkt.
De gedachte van een sterke invloed op Spinoza werd daarna ook in de meest recente biografieën van Spinoza overgenomen (in die van Steven Nadler, maar vooral in die van Margareth Gullan-Whur). Een grondige lezing van de pamfletten toont volgens Frank Mertens en Jonathan Israël echter dat de mogelijke invloed eerder beperkt is. Ze menen ook dat de chronologie van de bronnen niet kan uitwijzen of het de leraar was die de leerling beïnvloedde of omgekeerd.
Los van deze vraag naar de invloed op Spinoza, die omwille van het gebrekkige bronnenmateriaal wellicht nooit met zekerheid beantwoord kan worden, zijn Van den Endens late geschriften zeer interessant. Zo is het duidelijk dat hij, samen met Johan de la Court (broer van de meer bekende Pieter de la Court), tot de vroegste Nederlandstalige verdedigers van de democratie gerekend dient te worden. Bovendien is zijn radicale verwerping van de slavernij uniek, zelfs binnen de groep van Amsterdamse vrijgeesten waarin hij vertoefde. Tot slot moeten ook Van den Endens aandacht voor sociale problemen en zijn voorstellen voor georganiseerde solidariteit, waarin hij vermoedelijk door Pieter Corneliszoon Plockhoy beïnvloed was, beschouwd worden als bijzonder origineel voor zijn tijd. De intellectuele invloeden die Van den Enden zelf onderging zijn niet eenvoudig vast te stellen. In zijn werk noemde hij een aantal denkers bij naam, Niccolò Machiavelli, Hugo Grotius en Simon Stevin, en verwijst hij naar of citeert uit o.a. werken van de niet bij naam genoemde gebroeders De la Court, Dirck Volckertsz Coornhert, en Dirk Raphaelsz Camphuysen.

## Publicaties
- Almae Dei genitrici, in: Phoenix Thenesis e cineribus redivivus (1637)
- Caloa , in: De hierarchia Mariana libri sex (1641)
- De corte leere, ofte gereformeerde Schoole (ca. 1650)
- T'Vrouwe leven (ca. 1650)
- Verhael van de verwoestinge des stadts Troje. Uyt het tweede, en ten deele uyt het eerste boeck. Amsterdam, uyt de druckery van Pieter la Burgh  (1654). Voorgestelt, en door levende afbeeldinge verthoont by eenige Amsterdamsche studenten, onder het beleyt van D. Franciscus van den Enden
- Philedonius (1657)
- Kort Verhael van Nieuw Nederland (1662)
- Vrye Politijke Stellingen, en Consideratien van Staat, gedaen na der ware christenens even gelijke vryheits gronden; strekkende tot een rechtschape, en ware verbeeteringh van staat, en kerk (1665)
- Duÿstere doch waere Prophetie (1666)

## Moderne uitgaven
- Drie Brieven van Franciscus van den Ende aan Johan de Witt, medegedeeld door N. Japikse, Chronicon Spinozanum, nr. 1 (1921), pp. 113–117
- Vrije Politijke Stellingen (met een inleiding van W. Klever, Wereldbibliotheek, 1992) ISBN 90-284-1621-8
- Philedonius. Amsterdam, 1657. fac-similé du texte original (Édition critique de Marc Bedjaï, Parijs, Kimé, 1994 ISBN 2-908212-87-0). Parallelle Latijnse en Franse tekst
- Wim Klever, Franciscus van den Enden. Free Political Propositions and Considerations of State (1665). Text in translation from old Dutch. Relevant biographical documents and a selection from Kort Verhael 1662. Introduction added, Vrijstad, 2007
- Omero Proietti, Philedonius, 1657. Spinoza, Van den Enden e i classici latini , 2010. ISBN 8860562473

## Voetnoten
1. ↑  Johan Op de Beeck, De Zonnekoning. Glorie & schaduw van Lodewijk XIV, 2018, p. 228. Gearchiveerd op 10 juli 2023.
2. ↑  Frank Mertens, "Van den Enden and Religion", in: Sonja Lavaert en Winfried Schröder (eds.), The Dutch Legacy. Radical Thinkers of the 17th Century and the Enlightenment, 2016, pp. 62–89
3. ↑  Jean Charles du Cauzé de Nazelle, Mémoires du temps de Louis XIV, 1899, p. 98
4. ↑  Jean Charles du Cauzé de Nazelle, Mémoires du temps de Louis XIV, 1899, p. 101

- Bibliothèque nationale de France: cb12361277k (data)
- Biografisch Portaal: 39499375
- Digitale Bibliotheek voor de Nederlandse Letteren: ende002
- Gemeinsame Normdatei: 102461112
- International Standard Name Identifier: 0000 0000 6305 8753
- Library of Congress Control Number: n80143709
- Nederlandse Thesaurus van Auteursnamen: 074590588
- RKD-Nederlands Instituut voor Kunstgeschiedenis: 351659
- Système universitaire de documentation: 032616937
- Union List of Artist Names: 500354622
- Virtual International Authority File: 61624240
- WorldCat: E39PBJtH6p88wTwg3Kw7wqHpyd